# Brohuvud
Ett brohuvud är en militär stödjepunkt upprättad av en framskjuten styrka för att säkra huvudstyrkans landsättning på en kust, flodövergång eller landsättning från luften. Ett brohuvud existerar maximalt bara i några få dagar, då den invaderande styrkan antingen tvingas tillbaka eller kan utvidga brohuvudet till en bas. I vissa fall kan brohuvuden existera betydligt längre, till exempel under slaget vid Gallipoli 1915, då brohuvudet existerade i flera månader.
Termen har också kommit att användas i andra sammanhang, till exempel inom affärsvärlden då ett företag försöker slå sig in på en ny marknad.